# Wild Life (album)
Pour les articles homonymes, voir Wild Life.
Albums de Wings
Red Rose Speedway
(1973)
Albums par Paul McCartney
Ram
(1971) Red Rose Speedway
(1973)
Wild Life est le premier album enregistré par les Wings, sorti en décembre 1971. Le groupe est composé à l'époque du couple McCartney, de Denny Laine (guitare) et de Denny Seiwell (batterie). Alors que le groupe vient d'être formé, l'album est enregistré très rapidement, du 25 juillet au 2 août 1971. Le but de McCartney est de pouvoir rapidement partir en tournée.
Par sa pochette et ses chansons, l'album se révèle assez brut. Plusieurs des chansons se distinguent par leur longueur, parfois plus de 5 minutes : l'album n'en comporte donc originellement que 8. Parmi elles, Bip Bop est assez controversée car symbolique de la facilité de McCartney à composer des airs simplistes mais entêtants. Dear Friend est, de son côté, une main tendue à John Lennon, à une période de relations tendues.
L'accueil critique est assez négatif, poussé par l'opposition croissante entre McCartney et un Lennon au sommet de son art avec Imagine. Si les ventes sont satisfaisantes, avec une 11e place britannique et une 10e position dans les charts américaines qui se traduit par un disque d'or, il reste un des plus mauvais résultats d'un ex-Beatle dans les années suivant leur séparation. À noter, la présence d'Alan Parsons comme ingénieur du son, il avait déjà œuvré comme assistant avec les Beatles sur l'album Abbey Road.

## Analyse musicale
Parmi les morceaux, Dear Friend est une réponse adressée à John Lennon. Il lui tend la main et l'invite à arrêter leurs querelles. À la même époque, Lennon publie sur Imagine une chanson, How Do You Sleep?, qui est une attaque virulente contre son ancien partenaire à l'époque des Beatles. Le riff de guitare de Bip Bop a inspiré Alain Souchon et Laurent Voulzy pour la chanson J'ai dix ans.

## Liste des chansons
Toutes les chansons sont écrites et composées par Paul et Linda McCartney, sauf mention contraire.
| 1. | Mumbo           | Paul McCartney, Linda McCartney           |                                 | 3:54 |
| 2. | Bip Bop         | Paul McCartney, Linda McCartney           | Paul McCartney                  | 4:14 |
| 3. | Love Is Strange | Mickey Baker, Bo Diddley, Sylvia Robinson | Paul McCartney, Linda McCartney | 4:50 |
| 4. | Wild Life       | Paul McCartney, Linda McCartney           | Paul McCartney                  | 6:48 |

| 5.  | Some People Never Know | Paul McCartney, Linda McCartney | Paul McCartney | 6:35 |
| 6.  | I Am Your Singer       | Paul McCartney, Linda McCartney | Paul McCartney | 2:15 |
| 7.  | Bip Bop Link*          | Paul McCartney, Linda McCartney |                | 0:48 |
| 8.  | Tomorrow               | Paul McCartney, Linda McCartney | Paul McCartney | 3:28 |
| 9.  | Dear Friend            | Paul McCartney, Linda McCartney | Paul McCartney | 5:53 |
| 10. | Mumbo Link*            | Paul McCartney, Linda McCartney |                | 0:45 |

* Titres non crédités sur le vinyle, mais bien présents. 
| 11. | Give Ireland Back to the Irish | Paul McCartney, Linda McCartney | Paul McCartney | 3:46 |
| 12. | Mary Had a Little Lamb         | Paul McCartney                  | Paul McCartney | 3:34 |
| 13. | Little Woman Love              | Paul McCartney, Linda McCartney | Paul McCartney | 2:11 |
| 14. | Mama's Little Girl             | Paul McCartney, Linda McCartney | Paul McCartney | 3:41 |

## Fiche de production

### Interprètes
- Paul McCartney : chant, basse, guitare, piano, claviers, percussions
- Linda McCartney : piano, claviers, percussions, chant
- Denny Laine : guitares, basse, percussions, claviers, chant
- Denny Seiwell : batterie, percussions

## Technique et Production
- Alan Parsons : ingénieur du son
- Anthony Clarke : ingénieur du son studio Abbey Road
- Paul & Linda McCartney : production